# 김영룡
김영룡(金榮龍, 1950년 12월 6일 ~ )은 대한민국의 공무원이다.

## 학력
- 1969년 : 광주고등학교 졸업
- 1974년 : 고려대학교 경영학 학사

## 경력
- 제15회 행정고시 합격
- 1988년 : 주 코르티부아르 대사관 재무관
- 1995년 : 재무부 세제실 기본법규과장
- 1995년 : 재정경제원 세제실 법인세과장
- 1996년 : 재정경제원 세제실 재산세제과장
- 1997년 : 재정경제원 조세정책과장
- 1998년 : 관세청 협력국장
- 1998년 : 대통령비서실 법무비서관실 행정관
- 1999년 : 대통령비서실 경제수석실 산업통신비서관
- 2001년 : 새천년민주당 국방외교전문위원
- 2001년 : 새천년민주당 제2조정위원회 재정경제담당 수석전문위원
- 2002년 : 새천년민주당 제2정책연구실 재정경제담당 수석전문위원
- 2003년 : 재정경제부 세제실장
- 2004년 : 국방부 기획관리실장
- 2004년 : 국방부 혁신기획본부장
- 2006년 : 국방부 차관

## 수상
- 1982년 : 재무부장관 표창
- 1986년 : 대통령 표창

| 전임 황규식 | 제36대 국방부 차관 2006년 11월 27일 ~ 2008년 2월 4일 | 후임 김종천 |